# Zalaegerszeg városrészei

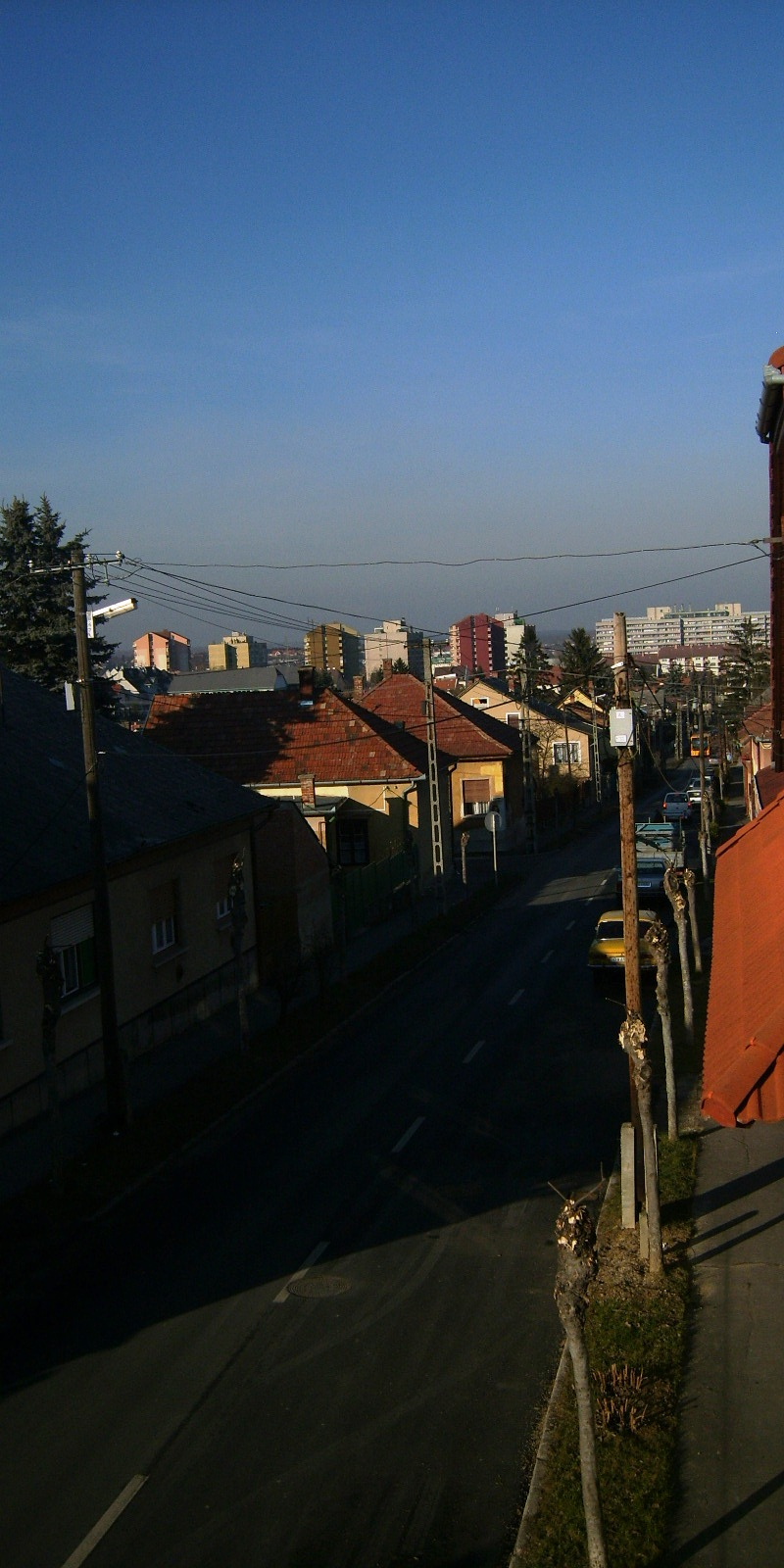
Páterdomb - Báthori utca

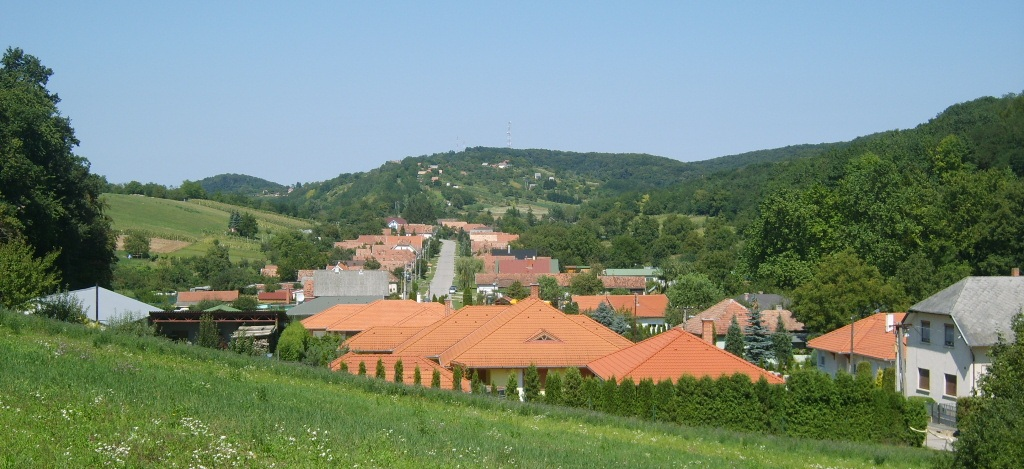
Botfai utcakép

Növekedése során Zalaegerszeg sok szomszédos települést magába olvasztott.
Legkorábban, 1887-ben, Ola községet csatolták a városhoz, ma ez már a tulajdonképpeni városközpont egy részét alkotja. További egyesítések: 1933-ban Kaszaháza, 1958-ban Zalabesenyő, 1963-ban Csácsbozsok és Pózva, 1969-ben Bazita, Andráshida, Szenterzsébethegy, Ebergény és Ságod, 1981-ben pedig Botfa vált Zalaegerszeg részévé.
Ola a városhoz csatolása előtt gazdagnak számító falu volt. Szinte minden háznál lehetett bort kapni, gyakori foglalkozás volt a varga és a hentes. Saját temetővel és kápolnával rendelkezett, amelyeket a módosabb céhtagok építettek és tartottak fenn. Miután 1887. november 24-én – Kovács Károly polgármestersége alatt, a városhoz csatolták, elszegényedett, a tehetősebb réteg beköltözött a város központi részeibe. Itt található a Göcseji Falumúzeum, amely Magyarország első szabadtéri néprajzi múzeuma volt, az ország egyetlen olajipari múzeuma, benne szoborpark, ill. egy 17. századi kápolna és a II. világháborúban elesett szovjet katonák temetője.
Andráshida neve arra utal, hogy egy András nevű személy itteni birtokán hidat vezetett át a Zalán. A forrásokban 1426-ban tűnik föl. A 18. század elején a boldogfai Farkas család rendelkezett birtokkal Andráshidán boldogfai Farkas Jánosné sidi Sidy Dorottya (1693-1775) örökösödésétől. Mária Terézia korában, Dorottya unokaöccse, sidi Sidy Pál (1723-1779) alszolgabíró egy 38 úrbéri holdas birtokkal rendelkezik, másrészt sógorának, ákosházi Sárkány Ignácnak, Sidy Erzsébet férjének, egy 56 úrbéri holdas birtoka volt. Utolsóként Sidy Pál nagynénjének farkaspatyi Farkas Gáborné Sidy Máriának, a fia farkaspatyi Farkas György (1741-1801) táblabírónak volt egy 38 úrbéri holdas birtoka.
Később nemesnépi Marton György (1767-1843) táblabíró költözött Andráshidára, ahol az egyik fiú gyermeke nemesnépi Marton József (1797–1858) alszolgabíró született. A kastélyuk a templommal szembeni dombon helyezkedett; ez lett később a Viosz-kastély, miután József egyetlen lányát, nemesnépi Marton Zsófiát (1842-1900) vette el nemesvitai Viosz Lajos (1836-1869). Ilyen módon, a nemesvitai Viosz-, nemesnépi Marton- és farkaspatyi Farkas családok szerepelnek a 19. századi kataszterekben. Később, a boldogfai Farkas család "visszatér" Andráshidára az 1870-es évek elején az özvegy nemesvitai Viosz Lajosné nemesnépi Marton Zsófia (1842-1900) és boldogfai Farkas Ferenc (1838-1908) közötti házasság kötés után.
Fontos szerepet tölt be a közlekedésben, hiszen a 76-os út várost elkerülő szakasza is érinti, valamint itt található Zalaegerszeg repülőtere, Zalaegerszeg-Andráshida repülőtér. A megújult Zalaegerszeg-Andráshida repülőtér Zalaegerszeg város központjától 10 percre a Gébárti-tótól északnyugatra található. A repülőtér már az 50-es években üzemelt, mint a magyarországi polgári repülőterek egyike. Később a Szovjet haderő egyik lokátorbázisa lett, míg végül a szovjetek 1990-ben végleg elhagyták. Ezután került előbb állami kezelésbe, később városi tulajdonba a terület.
A településen belüli rangját jelöli, hogy csatolt települések közül, Csácsbozsokon kívül, itt maradt meg egyedül a régi általános iskola, az Öveges József ÁMK, amely egyben óvodaként is üzemel.
A városrésznek NB III-as szintű labdarúgó csapata van, amely a ZTE FC fiókcsapata. Az itteni sportcentrum minőségét mutatja, hogy az utánpótlás női Európa-bajnokságon is rendeztek itt mérkőzéseket.
Bazita hegyközség jellegű település volt, 1969-ben csatolták Zalaegerszeghez, mellyel a 30-as helyijárati autóbusz köti össze. Puszta volt a 19. sz. második feléig. 1381-ben mint Bazyta-t említik. Pais Dezső a szláv "Isten" jelentésű szóval hozza kapcsolatba nevét. Lakói főleg szőlő- és gyümölcstermeléssel foglalkoztak. Itt található a 100 m-es tévétorony, amely 1975 óta áll a 293 méter magas bazitai dombon.
Ebergény hajdani neve Ebergényvölgye vagy Belyánvölgy, de volt Keresháza is. Már a középkor óta lakott település. Az Ebergényi, majd a Sárkány család birtoka.
A Ságodi-fennsík területén fekvő Ságodban őskori és középkori települések lelőhelyei találhatóak. Az utóbbi évek fejlesztései jelentősen rányomták bélyegüket a városrész arculatára és jövőjére, hisz ez a terület fekszik legközelebb az AquaCityhez és a termálfürdőhöz. A fejlődés első jele a telekárak ugrásszerű emelkedése volt.
Szenterzsébethegy látnivalója az 1843-ban épült, Szent Erzsébet tiszteletére emelt kápolna. Lakosságszáma ma emelkedik, sorra épülnek az új házak. A városrészben jelentős fejlesztések történtek, mint a csatornázás ki-, valamint a közösségi ház megépítése, illetve az utak felújítása. A településrészhez tartozik még Vorhota is.
A Göcseji Falumúzeumban bemutatnak egy Szenterzsébethegyről származó kamraépületet.
Kaszaháza a XX. század első évtizedeiben körülbelül 400 lakosú falu volt, közvetlenül Egerszeg határában, amelytől a Zala folyó választja el. Az itt működő malom adta gazdasági jelentőségét. Ezt kihasználva épülhetett itt meg a Kenyérgyár.
Ma két nevezetessége van: Nepomuki Szent János XVIII. századi szobra és az első világháborús katonai temető.
Besenyő egy meridionális dombon fekszik a város déli határában. Történetét a Skublics család határozta meg, az ő birtokuk volt 170 évig.
Csács Szent Sebestyénről elnevezett temploma román kori, de  a XIV. században gótikus átalakítást is végeztek rajta. A török pusztítás után 1741-ben barokk stílusban újították meg, majd 1895-ben bővítették.
A török idők után Csács viszonylag későn, csak a XVIII. században népesült be, ezért az újjáépítés késői dátuma. Egy 1768-as feljegyzés viszont már jó karban lévő templomról tesz említést. 1930 után oldalkápolnával bővítették, de ugyanekkor több támpillérét lebontották, majd ezeket 1975-1977 között restaurálták. Szentélyében lemeszelt barokk freskót találtak. 
Zalaegerszeg-Csácsbozsok városrészben a rendes iskolai oktatás az 1700-as évekig nyúlik vissza. Az akkor még Zalaegerszeg melletti község (Csács) oktatását az 1718-as tűzvész után (a falu teljesen leégett, a lakosság elmenekült) szervezte újjá a Linz környékéről betelepült német anyanyelvű lakosság és a Zalavári Apátság. A mai Izsák Imre ÁMK jogelődje 1748-ig Római Katolikus Népiskola, majd Elemi Iskola; 1974-től Általános Iskola, 1997. szeptember 1-jétől Izsák Imre Óvoda és Általános Iskola, 1998. szeptember 1-jétől Izsák Imre Általános Művelődési Központ.
Az iskola 1952-ben költözött a településen lévő kastélyba, majd 1992-ben kapott új épületet, 1993-ban pedig új tornacsarnokot.
A hetvenes évek közepétől a településrész rohamosan fejlődött és lakossági igényként belső átépítéssel alakítottak ki az intézményben egy kétcsoportos óvodát és a közművelődéshez szükséges teret. Az óvodával együtt az intézménybe járó gyerekek létszáma 300 fő.
Pózva nevét hallván elsősorban a külső kórház épülete jut eszébe mindenkinek, évente 45 ezer fekvő- és több mint 1 millió járóbeteget látnak el itt. A létesítmény egyik dísze Németh János keramikusművész Gyógyítás című domborműve. 
Botfa neve már 1397 óta ismert. A Bot személynév és a birtokos személyraggal ellátott falu összetétele. A középkorban a csatári apátság birtoka volt. Művészi faragások, néprajzi tárgyakat készítő híressége Briglevics Kálmán fafaragó kanász volt.